# Mateus
Mateus és una masia del municipi de Sagàs (Berguedà) inclosa en l'Inventari del Patrimoni Arquitectònic de Catalunya. La masia de Mateus està documentada des de finals del segle xvii, quan Joan Melcior Batllia la capbreva al baró de la Portella, aleshores el duc d'Híxar. Batllia hi tenia instal·lada una família de masovers, ja que ell residia a la casa pairal de la Batllia, prop de l'església de Sant Andreu de Sagàs.
Masia d'estructura clàssica amb planta rectangular i coberta a dos vessants, amb el carener paral·lel a la façana de llevant. La masia, de petites proporcions, fou ampliada al segle xviii amb la construcció d'una nova edificació que reprodueix l'esquema inicial i que allotjava els masovers. La masia de finals del segle xvi o començaments del segle xvii conserva les finestres allindanades amb pedres monolítiques i una gran porta d'arc de mig punt adovellada al centre de la façana. El conjunt queda tancat per les corts i les pallisses que formen una petita era.

## Història
1. 1 2  «Mas Mateus». Inventari del Patrimoni Arquitectònic de Catalunya.   Direcció General del Patrimoni Cultural de la Generalitat de Catalunya. [Consulta: 6 desembre 2014].